# Jagannath Azad
Jagan Nath Azad (en ourdou : جگن ناتھ آزاد en hindi : जगन नाथ आज़ाद), né le 5 décembre 1918 et mort le 24 juillet 2004, est un poète et écrivain indien de langue ourdou. Proche de Muhammad Iqbal, il est considéré comme un contributeur du Mouvement pour le Pakistan, l'un des rares hindous à s'être joint au mouvement. Il a même composé une première version de l'hymne national pakistanais. Il fut toutefois remplacé en 1950 car les dirigeants pakistanais désiraient un texte plus nationaliste. Alors qu'il s'installe d'abord à Lahore à la fondation du Pakistan, il retourne ensuite rapidement en Inde par peur pour sa sécurité.